# Duncan Chisholm
Duncan Chisholm, né le 31 octobre 1968 à Inverness, est un violoniste et compositeur écossais. 

## Parcours
A 21 ans, Duncan Chisholm monte un groupe de folk rock. Son premiere album solo est Redpoint en 1997. Son album studio, Affric, sorti en 2012, est sélectionné pour le prix de l'album écossais de l'année (SAY). Il joue aussi du violon pour Runrig. Il accompagne régulièrement la chanteuse Julie Fowlis.
En 2023, il remporte le prix Scots Trad Music Awards de l'album de l'année avec son septième album studio, Black Cuillin. Les titres de ce disque lui sont inspirés par la nature sauvage des montagnes de l'île de Skye. Il anime la grande nuit de l'Écosse au Festival interceltique de Lorient 2024 avec les titres de cet album.

## Discographie
En solo
- Redpoint (1997)
- The Door of Saints (2001)
- Farrar (2008)[3]
- Canaich (2010)
- Affric (2012)
- Live at Celtic Connections (2013)[4]
- Sandwood (2018)
- Black Cuillin (2023)[1]

Avec Wolfstone
- Unleashed (1991)
- The Chase (1992)
- Year of the Dog (1994)
- The Half Tail (1996)
- Pick of the Litter (1997)
- Seven (1999)
- Not Enough Shouting (2000)
- Almost an Island (2002)
- Terra Firma (2007)